# Ghosts (album)
Ghosts is een muziekalbum van de Britse band Strawbs. Het wordt algemeen beschouwd als een van de beste albums van de band. De mix van folk, rock en symfonische rock is hier optimaal. De belangrijkste componist (Cousins) van Strawbs begint het moeilijk te krijgen en raakt overspannen; ook Hawken kan het vele toeren niet meer aan en verlaat de band. Hawken heeft echter een grote input op het album. De folkachtige werken van Cousins worden door de klassiek geschoolde Hawken voorzien van symfonisch arrangement en (pop)orkestratie. Het gebruik van de mellotron en soortgelijke instrumenten, maar ook de kunst van het bespelen daarvan, bevindt zich op een hoogtepunt in die jaren. Strawbs zet de ontwikkeling van dat instrument ingezet door de Moody Blues voort. Het is daarom opmerkelijk dat de beide toetsenisten (Hawken en Mike Pinder) uiteindelijk allebei het onderspit delven. De sfeer van het album is te vergelijken met Seventh Sojourn van de Moodies.

## Musici
- Dave Cousins – zang, gitaar, blokfluit
- Dave Lambert – zang, gitaar,
- John Hawken – piano, elektrische piano, klavecimbel, mellotron, Moog-synthesizer, hammondorgel en pijporgel
- Chas Cronk – zang, basgitaar
- Rod Coombes – slagwerk, zang
- met aanvulling van Claire Deniz op cello, die hier even terugkomt en Robert Kirby, arrangement zangkoor.

## Composities
Allen van Cousins, behalve waar aangegeven:
1. Ghosts
  1. Sweet dreams
  2. Night light
  3. Guardian angel
2. Lemon pie
3. Starshine / angel wine (Cronk)
4. Where do you go (when you need a hole to crawl in)
5. The life auction
  1. Impressions of Southall from the train (Cousins, Hawken)
  2. The auction (Cousins, Lambert)
6. Don’t try to change me (Lambert)
7. Remembering (Hawken)
8. You and I (when we were young)
9. Grace Darling
10. Changes arrange us (Coombes).

Van het album werden wel singles afgehaald voor de Amerikaanse en Britse markt, maar succes bleef uit: Lemon Pie (voor een single was het intro te klassiek en te lang) en Grace Darling (met B-kant Changes arrange us, waarop voor de afwisseling Coombes zingt en gitaar speelt). Changes arrange us is een bonustrack. Grace Darling is een van de lievelingssongs van Cousins, You and I beschouwt hij als een van zijn beste.
Het is opgenomen in The Manor het studiocomplex van Richard Branson, en Sound Techniques in Chelsea, Londen, het koor van Ghosts in Charterhouse School, Godalming, Surrey, alwaar diverse leden van Genesis hun opleiding hebben gevolgd.